# 計算尺

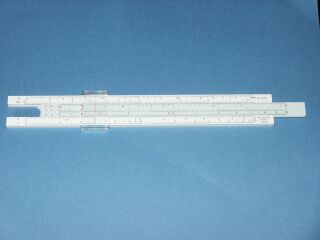
計算尺（ヘンミ P45S）

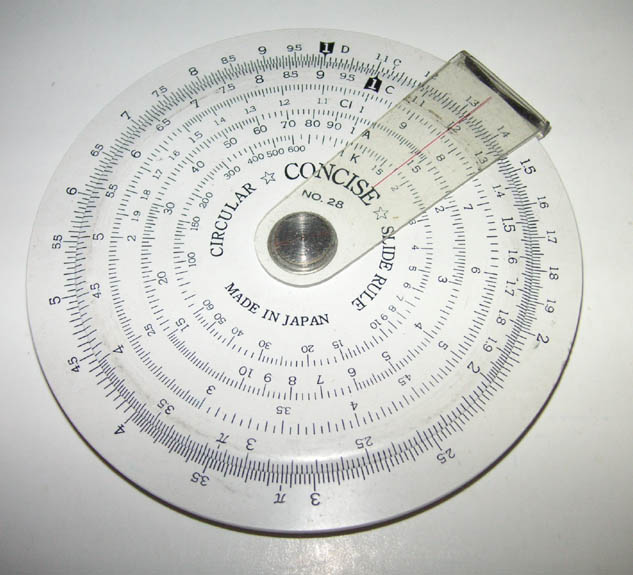
円形計算尺（コンサイス NO.28）

計算尺（けいさんじゃく）とは対数の原理を利用したアナログ式の計算用具である。棒状や円盤状のものがある。円盤状のものは目盛りがループしているため目外れが生じないというメリットがあるが、滑尺のスライドがしづらく内周の尺は目盛りが荒くなるというデメリットがある。
計算尺の基本的なメカニズムは log(a × b) = log(a) + log(b) であることを利用して対数状の目盛り（対数スケール）の加減算で乗除算を行うことと、各種関数値が刻んである目盛りで換算を行うことで、これらを連鎖的に行うことで最終的な解に導く。
殆どの物は乗除算および三角関数、対数、平方根、立方根などの計算に対応しており、加減算を行えるものは非常に稀である。そろばんのようなデジタル（離散的）な計算機と異なり、計算尺で得られる値は概数である。目盛りの読み方によって桁の多い数や、小数点のある数の計算も可能で、物理定数などが刻印されているものも多い。
棒状計算尺の長さは10インチ（25cm）が一般的で、このほかに携帯用の4インチ、5インチ、高精度の20インチも存在した。戦艦大和の設計では4メートルの特注の計算尺が使用された。
特定の目的の計算に特化した計算尺も数多く作られている。航空エンジニア向けの航空機の燃料計算、家電セールスマン向けの電球の寿命計算、写真撮影用の計算尺式露出計、操縦士・航空士が航法計算に用いる「フライトコンピューター」など、さまざまな分野で特化型の計算尺が作られ、現在も様々な計算尺が製造されている。
1970年代頃まで理工学系設計計算や測量などの用途に利用されていたが、1972年に世界初の「ポケットに入る関数電卓」HP-35の登場で市場が徐々になくなり、1980年頃には多くのメーカーで生産が中止された。かつては無線や電気関係の資格試験において持ち込みが認められていたが、2000年代前半ごろから禁止されるようになった。

## 計算尺の構造
計算尺は固定尺、滑尺、カーソルの3部品からできている。
固定尺とは基尺（きしゃく）ともいい、計算尺において相対的に動かないと考える部分である。下記の「計算方法の例」の図で示されている計算尺における白色の部分である。滑尺を挟んで上下に位置しているがこれら2つの部分は固定されており、お互いに動かせない。
滑尺（すべりしゃく、かっしゃく）、または中尺（ちゅうしゃく）とは、上下の固定尺の間に位置しており、左右に動かせる部分である。下記の「計算方法の例」の図で示されている計算尺における水色の部分である。
カーソルとは固定尺と滑尺をまたいで計算尺の左右に動く部分である。下記の「計算方法の例」の図で示されている計算尺における透明版の部分である。尺をまたいで値を比較する際に用いるカーソル線が1本または複数本刻まれている。カーソル線は毛線（もうせん）ということもある。

## 尺の名称
計算尺の主要な尺の名称と用途を挙げる。
C尺、D尺
D尺は下側の固定尺に位置している1～10の対数スケールが振られた尺、C尺は滑尺に位置している尺であり存在する位置が違うだけで目盛りの振り方は同じである。これらの尺はかけ算、割り算をはじめ、ほぼ全ての計算において利用される。
C尺には{\displaystyle {\sqrt {\frac {4}{\pi }}}}の位置に「C」のゲージマークがあり、主に円の面積を求めるのに使用される。
A尺、B尺
A尺は上側の固定尺に位置している尺、B尺は滑尺に位置している尺であり存在する位置が違うだけで目盛りの振り方は同じである。これらはD尺を半分に縮めて横に2本並べることで目盛りの範囲を1～100にしたものである。これらの尺は2乗、平方根の計算に利用される。
K尺
K尺は通常上側の固定尺に位置している尺である。これはD尺を3分の1に縮めて横に3本並べることで目盛りの範囲を1～1000（Kilo）にしたものである。この尺は3乗、立方根の計算に利用される。
CI尺
CI尺は滑尺にあり、C尺を逆方向（Inverse）に目盛りを振ったものである。この尺はかけ算、割り算をはじめ、ほぼ全ての計算において利用されるが、特に連乗除算と逆数の計算で利用される。
DF尺、CF尺、CIF尺
DF尺は固定尺、CF尺は滑尺にありそれぞれD尺、C尺を{\displaystyle {\sqrt {10}}}あるいは{\displaystyle \pi }だけずらした（Fold）ものである。CIF尺は滑尺にあり、基線がCF尺と一致するようにCI尺をずらしたものである。これらの尺はそれぞれD尺、C尺、CI尺の代わりに用いられるもので計算時間の短縮や目外れ（解が尺の外に飛び出る場合）の計算に利用される。
L尺
L尺は等間隔の目盛りが振られており、10を底とする指数、対数の計算に利用される尺である。
一部の計算尺はネイピア数 {\displaystyle e} を底とする自然対数用のLn尺も備わっている。
S尺、T尺、ST尺、SI尺、TI尺等
S尺は三角関数{\displaystyle \sin }の計算に利用される尺であり、T尺は三角関数{\displaystyle \tan }の計算に利用される尺である。三角関数{\displaystyle \cos }の計算は{\displaystyle \cos \theta =\sin(90^{\circ }-\theta )}の公式を用いてS尺で行う。ST尺は約{\displaystyle 0.6^{\circ }}から約{\displaystyle 6^{\circ }}の三角関数{\displaystyle \sin }および{\displaystyle \tan }の計算に利用される尺で、微少角度では{\displaystyle \sin }と{\displaystyle \tan }の値がほぼ同じになることから共用となる。SI尺はS尺を逆方向に目盛りを振ったものであり、TI尺はT尺を逆方向に目盛りを振ったものである。これらの尺の名称および尺の種類は計算尺によって異なることがある。
ST尺がない計算尺で微少角度を求める場合は「{\displaystyle \sin \theta \approx \tan \theta \approx \theta }ラジアン」であることを応用し、C尺に備わっている{\displaystyle \rho ^{\circ }}, {\displaystyle \rho }‘, {\displaystyle \rho }”のゲージマークを用いて度数をラジアンに変換して求める。
LL1、LL02、LL/3等
これらは任意の底に対する指数、対数を計算する際に利用される。これらの尺の名称および尺の種類は計算尺によって異なることがある。ヘンミは「ロッグロッグ尺」と呼称している。
P尺
「ピタゴリアン尺」と呼ばれ、ピタゴラスの定理に関する計算に使用される。一部の上級計算尺に備わっている。
Sh尺、Th尺
双曲線関数の計算に利用される。架線のカテナリー曲線の計算を行う電気技術用の計算尺に備わっている。
Sh尺、Th尺のない計算尺で双曲線関数を計算する場合はLL尺を用いて{\displaystyle e^{x}}と{\displaystyle e^{-x}}を求めて計算する。
sin・cos尺、cos2尺
スタジア測量の計算に利用される。「スタジア計算尺」と呼ばれる土木用の計算尺に備わっている。

## 計算方法

### 掛け算
以下の写真が掛け算2×7を行う計算例である。
1. まずD尺（固定尺の下から2番目の目盛り）の「2」に、カーソル線を合わせる。
2. 次にCI尺の「7」を、カーソル線に合わせる（下記画像）。
3. その状態のまま、カーソルだけをずらし、カーソル線をCI尺の「10」に合わせる。
4. カーソル線はD尺では「1.4」に合っている。位取りを換算し、答え14を得る。

計算方法の例

### 割り算
6÷3の計算の例である。
1. D尺の「6」にカーソル線をあわせる。
2. C尺の「3」をカーソル線にあわせる。
3. C尺の「1」に対応するD尺の目盛りは答えの2を指している。

## 歴史

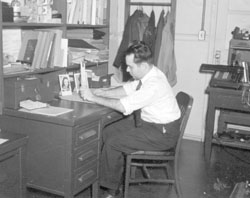
計算尺を用いた技術計算の様子。
_{背後の机の上に機械式計算機がある。}

- 1614年 - スコットランドのジョン・ネイピアが対数を発見。
- 1617年 - イギリスのヘンリー・ブリッグスが常用対数表を作成。
- 1620年 - イギリスのエドマンド・ガンターが対数尺を発明。
- 1632年 - ウィリアム・オートレッドが計算尺を発明。

計算尺は様々な関数の値の対数を計算し、その比率を目盛として固定尺や滑尺に配置したものである。対数は1614年にスコットランドのジョン・ネイピアが発表した。その6年後にイギリスのガンターが対数尺を考案した。これは数の対数や三角関数sin, tanの対数などを幾何的に配置したものであり、コンパスを利用して2つの目盛の長さの加減をしていた。現在の形式の計算尺、つまり複数の尺をずらして計算をするという形の計算尺を発明したのはオートレッドであり1632年のことである。主流となった直線型の計算尺と円形型の計算尺の両者ともオートレッドの発明である。その後様々な計算尺が考案され、電卓（電子式卓上計算機）が普及する1980年代頃まで広く使われた。
マンハッタン計画を記録したニュース映画では科学者が実験結果を検証するために白衣の胸ポケットから小型計算尺を取り出し計算する場面がしばしば映し出された。このように計算尺は電卓が登場するまで科学者や技術者をイメージされるアイテムとしてしばしば表象された。

## 日本での歴史
- 1894年 - フランスのマンハイム（マネーム）計算尺を廣田理太郎と内務省官僚・近藤虎五郎が欧米視察の土産として持ち帰ってきたのが始祖とされる。
- 1895年 - 逸見治郎、独自の計算尺完成。
- 1909年 - 逸見、特許庁に出願（特許第22129號）。
- 1933年 - 逸見、逸見製作所（現・ヘンミ計算尺）を設立。
- 1947年 - 唐沢英雄、「計算尺の新使用法と其の活用」（矢島書房）を発刊。富士計算尺株式会社と共同で計算尺を設計開始。
- 1959年 - 唐沢、富士計算尺を通じD尺、C尺を従来のπではなく{\displaystyle {\sqrt {10}}}で対尺を対向させた改良型対数尺を発売。同時に「計算尺・使用法の基本体系」（矢島書房）を発刊。
- 1965年 - 唐沢、「計算尺の理論」（博文社）を発刊。日本の工業高等学校校長会で採用決定。

※ この後1970年代まで理工学系分野で計算尺が盛んに利用された。中学校及び高等学校の数学のカリキュラムの一部にも組み込まれた。課外活動として「計算尺クラブ」が多くの学校に存在し、全国レベルでの競技大会や検定試験も開催されていた。
- 1980年頃 - 関数電卓の普及により大部分のメーカーで計算尺の生産中止。在庫品や特殊用途用の受注品のみの販売となる。ヘンミ計算尺はプリント基板、半導体製造装置などの開発・製造事業へ業種転換した。
- 1980年 - 電気主任技術者の試験において計算尺の使用が禁止された。
- 2005年 - 日本の有志がヘンミ計算尺の協力を得て棒状計算尺の復刻を試みる（すでに在庫払底）。
- 2011年4月以降 - 無線従事者国家試験への計算尺持ち込みが禁止される。

### 現在の入手方法
円盤状の計算尺はコンサイス (旧株式会社コンサイス、現TTC株式会社コンサイス事業本部) が製造している。またパイロット向けのフライトコンピューターは試験でも利用され、航空大学校をはじめ国内外のフライトスクールで広く使用されている。
棒状計算尺については、ヘンミ計算尺製品は特殊計算尺のみ販売されており、通常の棒状計算尺は既に製造されておらず在庫もない終息商品となっているため、ネットオークション程度でしか入手できない。

## エピソード
- 高性能の関数電卓が普及するまで計算尺は数理系の研究者にとって必須のアイテムであり、マンハッタン計画やアポロ計画の記録映像などにおいても科学者が現場で用いていた。映画の『アポロ13』でも司令船の航法コンピュータの電源を切る前に、軌道計算を検算する場面で登場している。また、映画の『風立ちぬ』でも航空機の設計の場面で登場している。
- 史上初の原子炉の主要人物であるエンリコ・フェルミは、計算尺の達人であったという。また米ソのロケット開発の元祖であるヴェルナー・フォン・ブラウンやセルゲイ・コロリョフらも常時携帯しており、日常のちょっとした科学的概算に使用していたという。
- そろばん同様、学校のクラブ活動や大会も存在した。樋口可南子は中学生時代「計算尺クラブ」に入り、中学三年時に計算の速さを競う大会で優勝している（『あさイチ』（NHK総合）2011年6月10日放送分より[出典無効]）。
- そろばんが普及していた日本では計算尺が使われる頻度は欧米に比べれば低いものの、日本製の計算尺は竹製[1]で狂いが少ないと高く評価され、第一次世界大戦期にドイツが輸出を停止したこともあいまって、第二次世界大戦までは日本製の計算尺が盛んに輸出され、世界シェアの80％を占めた頃もあった。

## 書籍
ヘンミ計算尺での生産停止以降、計算尺を主題に添える書籍の商業出版はほぼ途絶えており、歴史や製品目録などがネット上の記事や私費出版で散見される程度である。書籍ではないが英国のオートレッド・ソサエティが1991年以降30年以上にわたって、定期的に学術誌を刊行している。
- アイザック・アシモフ著、石川洋之介訳、やさしい計算尺入門 (共立出版、1970年) 通常の定規で加減算ができることと計算尺による乗除算の類似性から始まり、乗除算と冪乗を解説する。絶版だが全国の大学や高専などに蔵書がある。
- Issac Asimov、An Easy Introduction to the Slide Rule (Fawcett World Library、1965年) 上記の原著であり、左のリンク先で全文を読むことができる。
- ニュートン式 超図解 最強に面白い!! 対数 (ニュートンプレス、2019年) 計算尺を簡潔に説明するコラムがある。
- 富永大介、新世紀の計算尺入門 (個人出版、2020年) 原理、設計製作法、歴史など。